# Albert Thellung

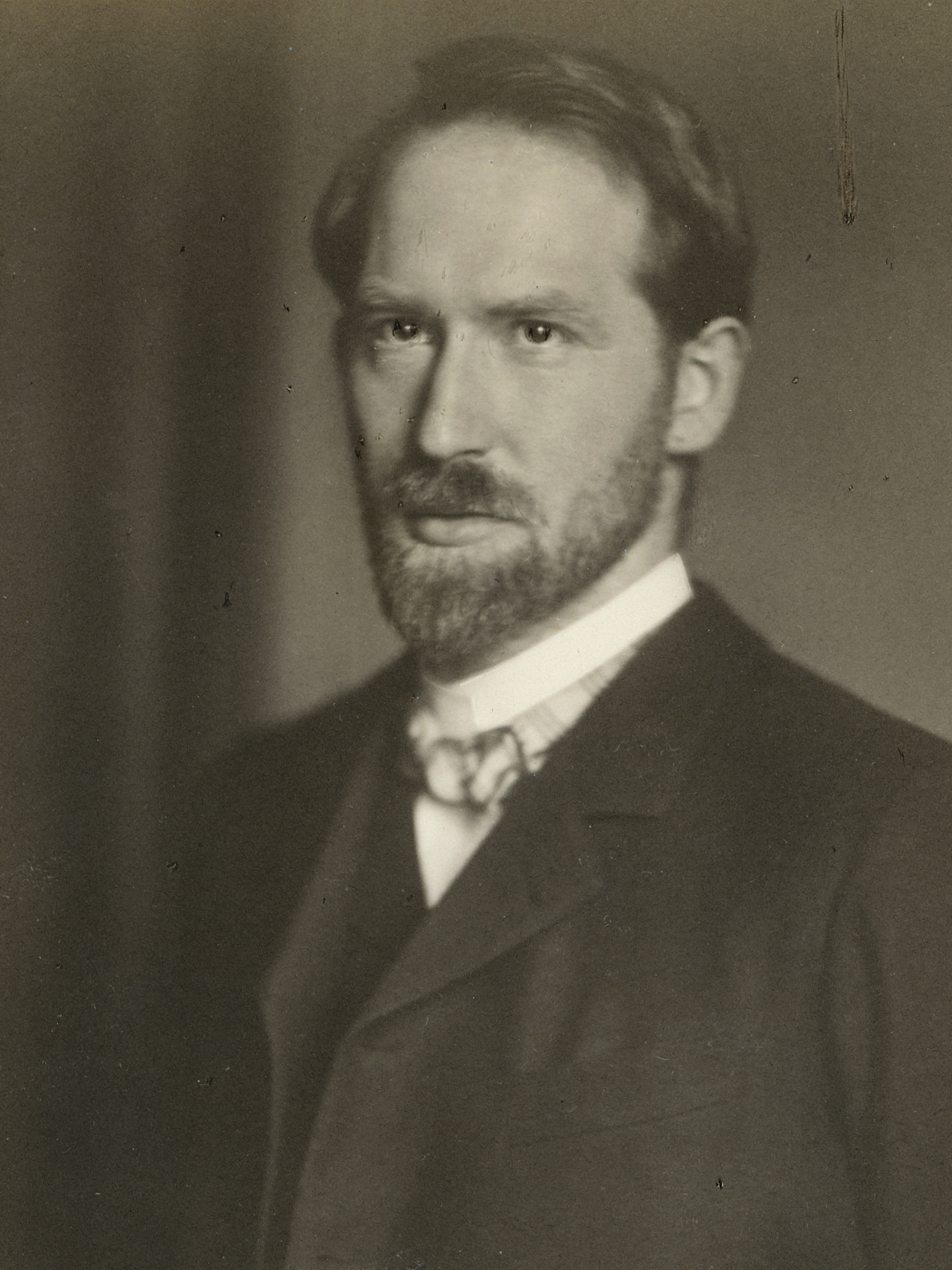
Albert Thellung, 1914.

Albert Thellung, född den 12 maj 1881 i Zürich, död där den 26 juni 1928, var en schweizisk botaniker. 
Thellung var filosofie doktor, privatdocent och forskarassistent vid universitetets botaniska trädgård i Zürich. Han var en beskrivande botaniker, och ägnade sig vid sina systematiska arbeten särskilt åt nomenklatur.